# Julius Löwenberg
Julius Löwenberg (né le 22 mars 1800 à Strelno et mort le 12 décembre 1893 à Berlin) est un géographe et auteur prussien, ami et bibliographe d'Alexander von Humboldt.

## Biographie
Julius Löwenberg étudie au lycée de Thorn. Il étudie ensuite l'histoire de l'Église, la dogmatique chrétienne et la géographie avec Carl Ritter à l'Université de Berlin. Déjà pendant ses études, il développe une riche activité littéraire, qui se développe de plus en plus vers la géographie grâce à sa relation amicale avec Alexander von Humboldt.
Dans le cadre de la biographie de Karl Christian Bruhns sur Alexander von Humboldt, Löwenberg compile une liste de toutes les publications du célèbre naturaliste.
À Leipzig, Löwenberg joue un rôle clé dans l'édition de la biographie scientifique de Humboldt en trois volumes et, après la mort d'Oscar Peschel, publie ses traités épars zur Erd- und Völkerkunde,, également en trois volumes (Leipzig 1877-1879).
Il écrit un grand nombre de livres et de récits de voyage principalement géographiques et écrit de nombreux articles géographiques et littéraires pour un certain nombre de revues spécialisées, d'encyclopédies conversationnelles et pour l'Allgemeine Deutsche Biographie.
À partir de 1889, il passe le reste de sa vie dans une maison de retraite à Berlin, souffrant d'une maladie des yeux qui le handicape gravement.

## Travaux
- Alexander von Humboldt : Bibliograph. Übersicht seiner Werke, Schriften u. zerstreuten Abhandlungen In: Bruhns, Karl: Alexander von Humboldt. Eine wissenschaftliche Biographie. 3 Bde. Leipzig: Brockhaus 1872. [Löwenbergs Bibliographie ist Teil von Bd. 2, Digitalisat des MDZ]
- Oscar Peschel: Abhandlungen zur Erd- und Völkerkunde. Hrsg. von Julius Löwenberg, Leipzig 1877.
- Die Entdeckungs- und Forschungsreisen in den beiden Polarzonen. Leipzig, Wien, Prag 1886.
- Geschichte der Geographie von den ältesten Zeiten bis auf die Gegenwart. Berlin 1866.